# Quercitron
Quercitron eller kvercitron är ett gult färgämne som erhålls från innerbarken av färgek (Quercus velutina) som är hemmahörande i Nordamerika. Namnet är en sammansättning av eksläktets namn Quercus och citron (för den gula färgen). Quercitron framställdes först av Edward Bancroft 1771 som fick brittiskt patent 1775. Användningen av quercitron för färgning av tyg (ylle, siden, bomull och linne) och tryck på kalikå tog fart under sent 1700-tal. Med introduktionen av kromgult på 1830-talet började användningen avta, men quercitron användes kommersiellt några tiotal år in på 1900-talet, då det ersattes med anilinfärger.
Den gula färgen beror främst på quercitrin, men även på quercetagetin och flavin.
Quercitron innehåller även ekbarktannin (quercitannin, "ekbark-garvsyra") och därför har det även använts till garvning av läder, vilket dock gulfärgas och därför fick efterbehandlas på kemisk väg.